# Gloria Jean
Gloria Jean, nata Gloria Jean Schoonover (Buffalo, 14 aprile 1926 – Mountain View, 31 agosto 2018), è stata un'attrice e cantante statunitense, attiva dal 1929 al 1962.

## Filmografia parziale

### Cinema
- The Under-Pup, regia di Richard Wallace (1939)
- Se fosse a modo mio (If I Had My Way), regia di David Butler (1940)
- A Little Bit of Heaven, regia di Andrew Marton (1940)
- Never Give a Sucker an Even Break, regia di Edward F. Cline (1941)
- What's Cookin'?, regia di Edward F. Cline (1942)
- Get Hep to Love, regia di Charles Lamont (1942)
- When Johnny Comes Marching Home, regia di Charles Lamont (1942)
- Mister Big, regia di Charles Lamont (1943)
- Ghost Catchers, regia di Edward F. Cline (1944)
- Reckless Age, regia di Felix E. Feist (1944)
- Destin, regia di Reginald Le Borg (1944)
- I'll Remember April, regia di Harold Young (1945)
- Easy to Look At, regia di Ford Beebe (1945)
- Copacabana, regia di Alfred E. Green (1947)
- I Surrender Dear, regia di Arthur Dreifuss (1948)
- There's a Girl in My Heart, regia di Arthur Dreifuss (1949)
- Air Strike, regia di Cy Roth (1955)
- L'idolo delle donne (The Ladies Man), regia di Jerry Lewis (1961)

### Televisione
- Lock Up – serie TV, episodio 2x20 (1961)